# Prologue (système d'exploitation)
 (février 2024).
Si vous disposez d'ouvrages ou d'articles de référence ou si vous connaissez des sites web de qualité traitant du thème abordé ici, merci de compléter l'article en donnant les références utiles à sa vérifiabilité et en les liant à la section « Notes et références ».
Prologue est un système d'exploitation développé par le pionner de la micro-informatique française R2E, initialement pour sa gamme de micro-ordinateurs Micral 80 en 1978. Il est dérivé du moniteur d'exploitation SYSMIC des ordinateurs Micral plus anciens. Ce système est multi-tâches et multi-utilisateurs à temps partagé, ce qui le démarque à une époque où les micro-ordinateurs étaient cantonnés aux environnements mono-tâche et mono-utilisateur. Le multi-tâches et multi-utilisateurs était alors le domaine réservé des gros ordinateurs: Mainframes et Minis.

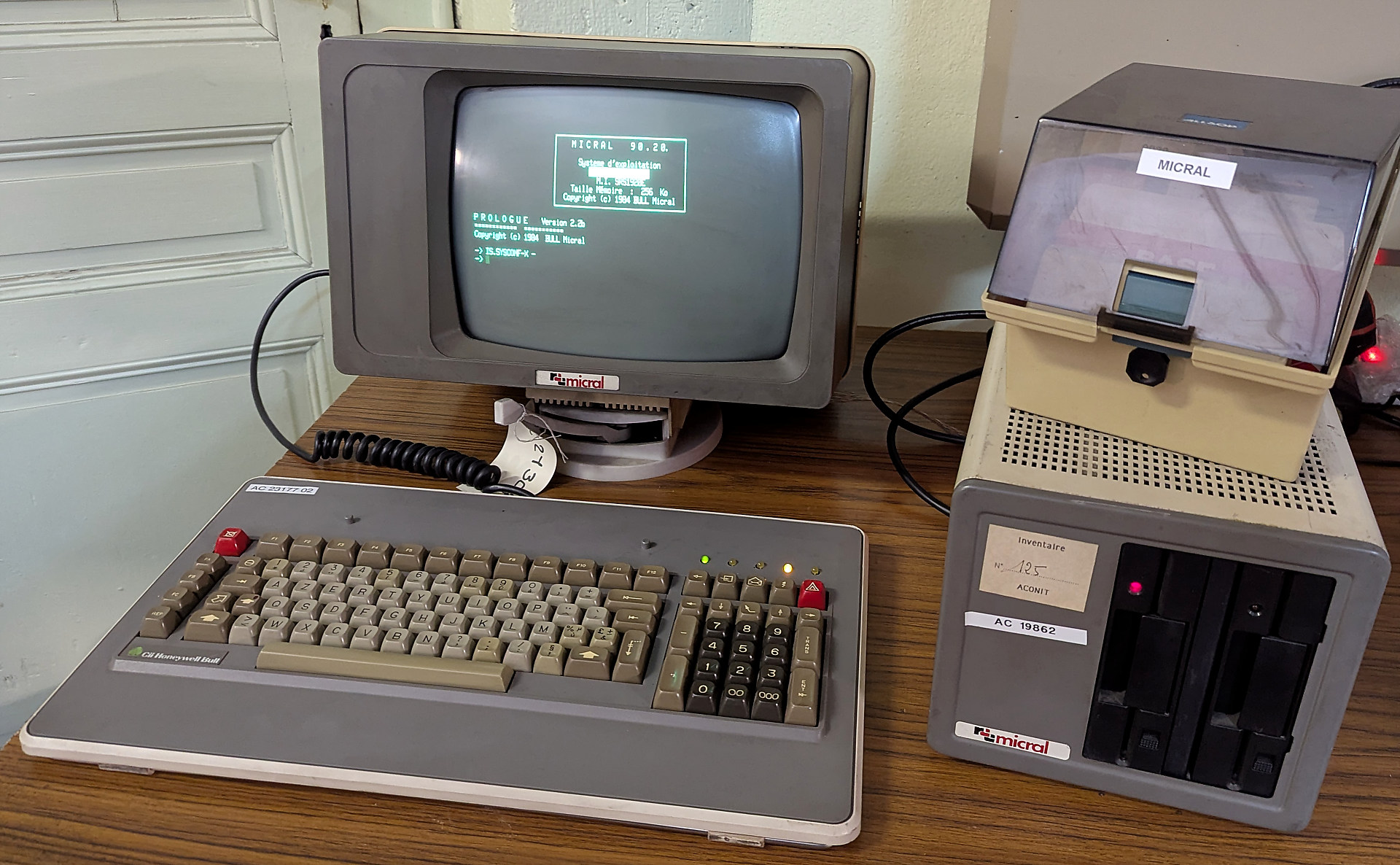
Micral 9020 sous Prologue 2 à Association pour un conservatoire de l'informatique et de la télématique (Grenoble)

Ce système sera repris par Bull après son rachat de R2E, et utilisé sur la série des Micral 90. Prologue continuera à être développé au sein de Bull par une filiale du même nom qui deviendra finalement une SSII indépendante, Prologue S.A., cette prise d'indépendance permettant d'élargir le nombre de plates-formes matérielles d'accueil, en particulier avec le support de l'IBM PC et donc le nombre de clients potentiels.
Le couple formé par le langage de gestion BAL (Business Application Language), développé lui aussi par Prologue S.A., et le système Prologue, a permis la vente de progiciels et le développement à façon d'applications métier.
Cependant, Prologue restait cantonné sur un marché professionnel assez statique et spécialisé dans l'application métier tandis que ses concurrents, certes moins bien lotis en performances, offraient un accès à des logithèques fortes de centaines d'applications de qualité à usage général ou spécialisé, ainsi qu'à beaucoup de langages de développement généraux enseignés en milieu académique, et cela pour un coût d'acquisition à la portée d'un particulier aisé.
Vers le milieu des années 1980, la société Prologue porte BAL dans l'environnement Microsoft, de manière à correspondre à la nouvelle orientation du marché. L'écosystème existant est maintenu, les clients évoluant lentement vers le compatible PC.
Sur une période de 20 ans, le système a connu au moins cinq versions majeures, de la 1.0 à la 5.0. Aujourd'hui il semble que la société Prologue en a arrêté le développement, la commercialisation et le support[réf. nécessaire].

## Les décors

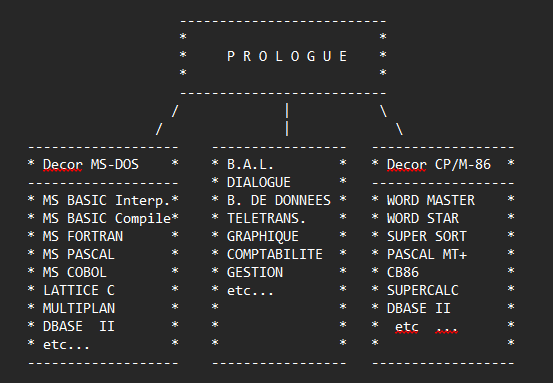
Extrait d'un fichier de documentation dans une disquette système Prologue pour Micral 90

Une particularité de Prologue est d'avoir rapidement cherché à s'ouvrir aux nombreux logiciels développés par les éditeurs pour les systèmes populaires de l'époque: CP/M et MS-DOS. Pour cela a été développé dès la version Prologue 2 pour Micral 90 des décors CP/M-86 et DOS.
Moyennant un simple transfert d'un logiciel CP/M-86 ou DOS sur une disquette ou disque dur au format Prologue, les utilisateurs peuvent utiliser ce logiciel sous environnement Prologue sans aucune modification. En interne, Prologue émule les services les plus importants du système cible de manière à couvrir les principaux logiciels utilisés.
Un décor offre de plus le "look & feel" du système cible, avec la même appellation pour les lecteurs (A:, B:, C: sous DOS et CP/M), et les mêmes commandes de base (par exemple: dir)